# Меморіальний музей Квітки Цісик (Львів)
Меморіа́льний музе́й Кві́тки Ці́сик — освітньо-культурний заклад у м. Львові. Відкритий 2 квітня 2011 року в приміщенні Львівської середньої загальноосвітньої школи № 54.

## Історія та сьогодення музею
Під час проведення, 2-3 квітня 2011 року, у Львові Міжнародного конкурсу українського романсу ХХ століття ім. Квітки Цісик, на однойменній вулиці, у крилі вестибюля загальноосвітньої середньої школи № 54, з'явився меморіальний музей співачки, який є єдиним у світі музеєм Квітки Цісик. Ініціатором та меценатом встановлення меморіальних таблиць, засновником Громадської організації «Незабутня Квітка» та музею Квітки Цісик у Львові є заслужений лікар України, голова правління громадської організації «Незабутня Квітка», депутат Львівської міської ради Роман Грицевич.
Музей включений у список туристичних місць Львова.
Експозиція музею
Першим експонатом стала оригінальна платівка 1981 року, студійний запис її першого альбому «Пісні України». Наповненню музею експонатами сприятимуть родичі Квітки Цісик, що проживають в Америці.
Серед експонатів музею документи та фотоматеріали, які висвітлюють життя та творчий шлях співачки. Серед експонатів також є особисті речі Квітки Цісик: парфуми, рукавички та чобітки співачки. Під час екскурсії музеєм звучить унікальний голос Квітки Цісик.
Експозиція міститься в одній кімнаті, тут є:
- особисті речі Квітки (сценічні чобітки, рукавички, шкатулка, в якій зберігала коштовності, улюблені квіти — маки, якими прикрашала свої сукні),
- ноти з її рукописом тексту пісень,
- афіші концертів у США та Україні,
- альбоми з її піснями,
- диск з документальним фільмом «Квітка. Голос в єдиному екземплярі» (єдина кінострічка, знята в Україні, про життя і творчість артистки),
- пам'ятна медаль з її портретом, виготовлена на честь 60-річчя від дня народження видатної українки.
- сертифікат, який свідчить: одна з зірок Всесвіту названа іменем Квітки. «Купив» її американець українського походження, музикант-віртуоз Алекс Гутмахер. Дізнавшись історію Квітки Цісик (відійшла у кращий світ у 45 років від онкозахворювання), вирішив присвятити своє життя цій жінці, аби розповісти світові про її співочий талант. Музей входить у заснований ним україно-американський благодійний проєкт «Незабутня Квітка».
- фото з фотовиставки, присвяченої 65-річчю від дня народження співачки. На світлинах — Квітка Цісик у молодіжній організації «Пласт», серед відомих людей, друзів, на сцені під час концертів.
- малюнки учнів львівських шкіл «Українські народні мотиви у творчості Квітки Цісик».

Багато експонатів, зокрема її особисті речі, музеєві подарував чоловік Квітки Ед Ракович на відкриття музею.
Посольство США в Україні подарувало музеєві книги, буклети та журнали про історію, культуру та освіту в Америці.

## Галерея

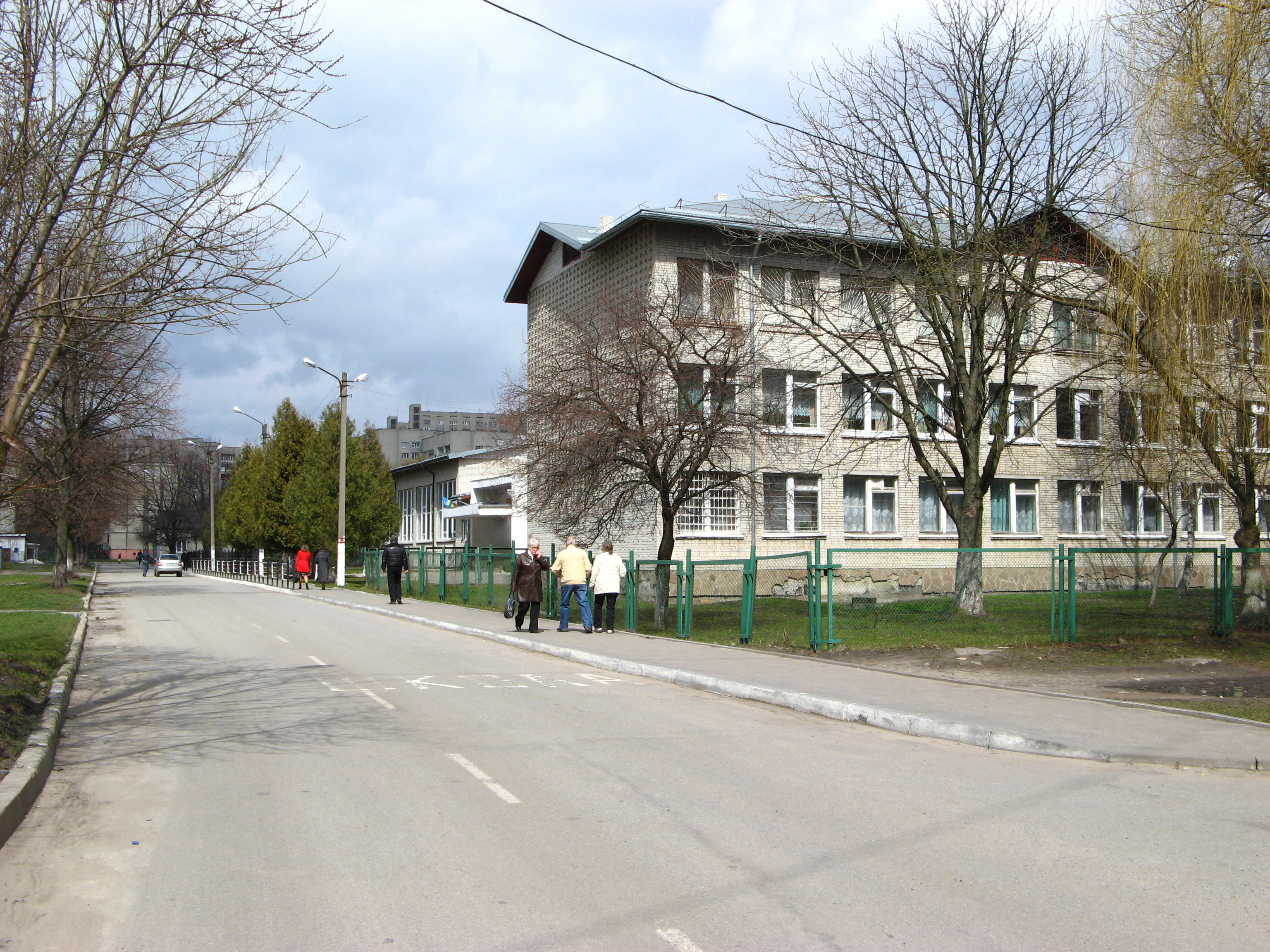
Вулиця Квітки Цісик та ЛЗОШ № 54, де розташований музей Квітки Цісик
Пам'ятний знак на честь Квітки Цісик на подвір'ї ЛЗОШ № 54